# Horten H I

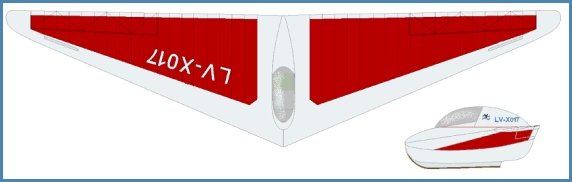
H Ib, 2007

Die Horten H I ist ein Nurflügel-Segelflugzeug, entwickelt von den Brüdern Reimar und Walter Horten.

## Geschichte
Das erste Flugzeug der Brüder Horten entstand 1933 unter erheblichen Mühen in der elterlichen Wohnung in Bonn. Der jugendliche Reimar Horten hatte die Maschine entworfen und gebaut und er lernte schließlich auch das Fliegen damit. Noch 1933 wurde mit der Flugerprobung begonnen und der erst 20-jährige Walter Horten machte die ersten vorsichtigen Hüpfer am Gummiseil. Nach einigen kleinen Veränderungen hatte die H I die größten Kinderkrankheiten überwunden und die Brüder brachten sie per Flugzeugschlepp auf die Wasserkuppe, leider erst kurz vor dem Ende des Wettbewerbs. So konnte dort wenigstens noch ein längerer Hangflug durchgeführt werden. Die 12,2 m spannende H I hatte auf Grund ihrer innenliegenden Höhenruder nicht die besten Flugeigenschaften, jedoch gewann das Flugzeug den auf 600 ℛℳ dotierten Konstruktionspreis. Da keine Möglichkeit für einen Rücktransport vorhanden war, wurde die H I von ihren Erbauern nach sieben Flugstunden auf der Wasserkuppe abgewrackt.
Interessant ist, wie weit die Veränderung der Steuerung und die richtige Anwendung aerodynamischer Erkenntnisse ein Flugzeug verändern können. 1951 baute ein argentinischer Segelflugverein und Reimar Horten eine Neuauflage der H I. Diese H Ib genannte Maschine hatte ein moderneres Profil, einen anderen Schränkungsverlauf und die Steuerung erfolgte nur noch über Elevons am Außenflügel. Die inneren Flügelklappen wurden vollständig weggelassen. Als Seitenruder waren an den Flügelspitzen Schempp-Hirth-Klappen eingebaut, die beidseitig getreten auch als Landehilfe dienten. Diese Maschine hatte sehr gute und harmlose Eigenschaften und wurde bis weit in die siebziger Jahre im Vereins- und Schulungsbetrieb geflogen. Zum Jahrtausendwechsel erbarmten sich die Mitglieder des Clubs ihres altgedienten Nurflügels und versetzten ihn in einen Zustand, der nur mit „besser als neu“ bezeichnet werden kann. Nach 50 Jahren bekam die Maschine auch endlich eine geschlossene Kabine mit einteilig geblasener Haube. Somit war die H Ib der einzige noch flugfähige Horten-Nurflügel bis zum Erstflug der 2016 in Deutschland neu gebauten H IV.